# دانيلو دي فينتشنزو
دانيلو دي فينتشنزو (بالإيطالية: Danilo Di Vincenzo)‏ (18 أبريل 1968 - 10 ديسمبر 1996) هو لاعب كرة قدم إيطالي في مركز الهجوم. لعب مع ACD Castel di Sangro Cep 1953 ‏.